# 黃嘉琪 (羽毛球運動員)
黃嘉琪（英語：Huang Chia-chi，1979年1月26日—），出生於台灣台北，前台灣羽球運動員，曾參加1996年及2000年奧運；後移民澳洲並代表該國參加國際賽，曾代表澳洲參加2010年大英國協運動會。2006年、2007年獲維多利亞州羽球協會頒發「年度最佳女子運動員」。

## 生平

### 出生背景
黃嘉琪出生於羽球家庭，她自小受父母影響而接觸羽球，她的妹妹黃嘉欣也在她的影響下接觸羽球。

### 征戰奧運
黃嘉琪曾經在第一屆亞洲青年錦標賽贏得女子單打季軍。此外，她在1996年時即以年僅17歲之齡代表中華臺北參加在美國亞特蘭大舉辦的1996年夏季奧林匹克運動會羽球比賽女子單打項目，最終於16強敗於丹麥選手卡米拉·马尔廷。:1562000年，黃嘉琪第二度參加奧運羽球比賽，在女子單打項目晉級八強，最終敗於中國代表葉釗穎，為當時台灣選手在女單項目的最佳成績。

### 移民澳洲
2006年起，黃嘉琪移民澳洲，並代表澳洲出戰國際賽，曾在2010年贏得大洋洲羽毛球锦标赛女子單打、女子團體、混合團體冠軍，並曾代表澳洲參加2010年大英國協運動會。

## 主要比賽成績
只列出曾進入準決賽的國際賽事成績：
| 年份          | 賽事                     | 公開賽級別 | 項目          | 搭檔   | 成績   |
| ------------- | ------------------------ | ---------- | ------------- | ------ | ------ |
| 代表 中華臺北 |                          |            |               |        |        |
| 1995年        | 勝利盃                   |            | 女子單打      | －     | 亞軍   |
| 1997年        | 亞洲青年羽毛球錦標賽     | 其他       | 女子單打      | －     | 季軍   |
| 2002年        | 美國羽毛球公開賽         |            | 女子單打      | －     | 準決賽 |
| 2003年        | 美國羽毛球公開賽         |            | 女子單打      | －     | 準決賽 |
| 2004年        | 奧地利羽毛球國際賽       |            | 女子單打      | －     | 亞軍   |
| 2004年        | 芬蘭羽毛球公開賽         |            | 女子單打      | －     | 準決賽 |
| 2004年        | 西澳洲羽毛球國際賽       |            | 女子單打      | －     | 冠軍   |
| 2004年        | 西澳洲羽毛球國際賽       | 女子雙打   | 蘭妮·佩爾馬納 | 準決賽 |        |
| 2004年        | 紐西蘭羽毛球公開賽       |            | 女子單打      | －     | 冠軍   |
| 2004年        | 澳洲羽毛球公開賽         |            | 女子單打      | －     | 冠軍   |
| 2005年        | 澳洲羽毛球公開賽         |            | 女子單打      | －     | 亞軍   |
| 代表          |                          |            |               |        |        |
| 2006年        | 巴拉瑞特羽毛球國際賽     |            | 女子單打      | －     | 冠軍   |
| 2006年        | 北港羽毛球國際賽         |            | 女子單打      | －     | 冠軍   |
| 2006年        | 維多利亞州羽毛球國際賽   |            | 女子單打      | －     | 冠軍   |
| 2006年        | 紐西蘭羽毛球公開賽       |            | 女子單打      | －     | 冠軍   |
| 2006年        | 澳洲羽毛球公開賽         |            | 女子單打      | －     | 冠軍   |
| 2006年        | 荷蘭羽毛球公開賽         | 2星级      | 女子單打      | －     | 準決賽 |
| 2006年        | 蘇格蘭羽毛球公開賽       |            | 女子單打      | －     | 準決賽 |
| 2006年        | 威爾斯羽毛球國際賽       |            | 女子單打      | －     | 冠軍   |
| 2007年        | 澳洲羽毛球公開賽         | 國際系列賽 | 女子單打      | －     | 準決賽 |
| 2009年        | 澳洲羽毛球大獎賽         | 大獎賽     | 女子雙打      | 唐鶴恬 | 冠軍   |
| 2010年        | 大洋洲羽毛球錦標賽       | 其他       | 混合團體      | －     | 冠軍   |
| 2010年        | 大洋洲羽毛球錦標賽       | 其他       | 女子團體      | －     | 冠軍   |
| 2010年        | 大洋洲羽毛球錦標賽       | 其他       | 女子單打      | －     | 冠軍   |
| 2010年        | 阿爾托納羽毛球未來系列賽 | 未來系列賽 | 女子單打      | －     | 冠軍   |
| 2010年        | 澳洲羽毛球大獎賽         | 大獎賽     | 女子單打      | －     | 準決賽 |

| 1988-2006年 | 总决赛 | 6星级 | 5星级 | 4星级 | 3星级 | 2星级 | 1星级 | 其他 |

| 2007-2017年 | 首要超級賽 | 超級賽 | 黃金大獎賽 | 大獎賽 | 國際挑戰賽 | 國際系列賽 | 未來系列賽 | 其他 |

### 奧運會和世錦賽參賽紀錄
|          | 1995 | 1996 | 1997 | 1999 | 2000 | 2001 | 2003 |
| -------- | ---- | ---- | ---- | ---- | ---- | ---- | ---- |
| 女子單打 | 32強 | 16強 | 16強 | 32強 | 8強  | －   | 8強  |

## 註解
1. ↑  此紀錄於2021年7月30日由戴資穎打破，最終戴資穎晉級決賽並獲得銀牌。[9]